# Torre de l'Abadia
La Torre de l'Abadia és una obra del municipi de Vila-seca (Tarragonès) declarada bé cultural d'interès nacional.

## Descripció
La torre de l'Abadia és quadrada. Està constituïda per una planta baixa i tres pisos i una terrassa superior acabada amb merlets que, en una recent restauració, han estat elevats un metre per sobre del seu nivell originari, de manera que l'alçada que s'observa actualment no té res a veure amb la primitiva.
És l'única torre que està englobada dins el recinte que forma el rectangle irregular, de tal manera que les parets han quedat unides a les cases que l'envolten.

## Història
Cronològicament es pot situar entre els segles XII i el XIV. La torre de l'abadia fou restaurada el 1600, essent rector de Vila-seca, Pere Gebelí, que eixamplà la casa rectoral i impulsà la construcció de l'església parroquial.